# Cathédrale Saint-Jean de Lima
La cathédrale basilique Saint-Jean-l'Apôtre-et-l'Évangéliste de Lima est une cathédrale catholique située sur la Plaza Mayor de Lima au Pérou. Sa construction initiale est contemporaine de la fondation de Lima en 1535, mais elle a ensuite connu de nombreuses phases d'agrandissement puis de reconstruction, notamment en raison des tremblements de terre qui l'on régulièrement détériorée. C'est ainsi que si elle a pris sa forme actuelle en 1625, les tours que nous lui connaissons n'ont été achevées qu'en 1797.
Devenue cathédrale lors de l'élection du diocèse de Lima en 1541, elle devient cathédrale métropolitaine en 1546 lorsque le diocèse de Lima est élevé au rang d'archidiocèse par la bulle Super Universas Orbis Ecclesias du pape Paul III. Elle est dédiée à saint Jean, apôtre et évangéliste.

## Historique

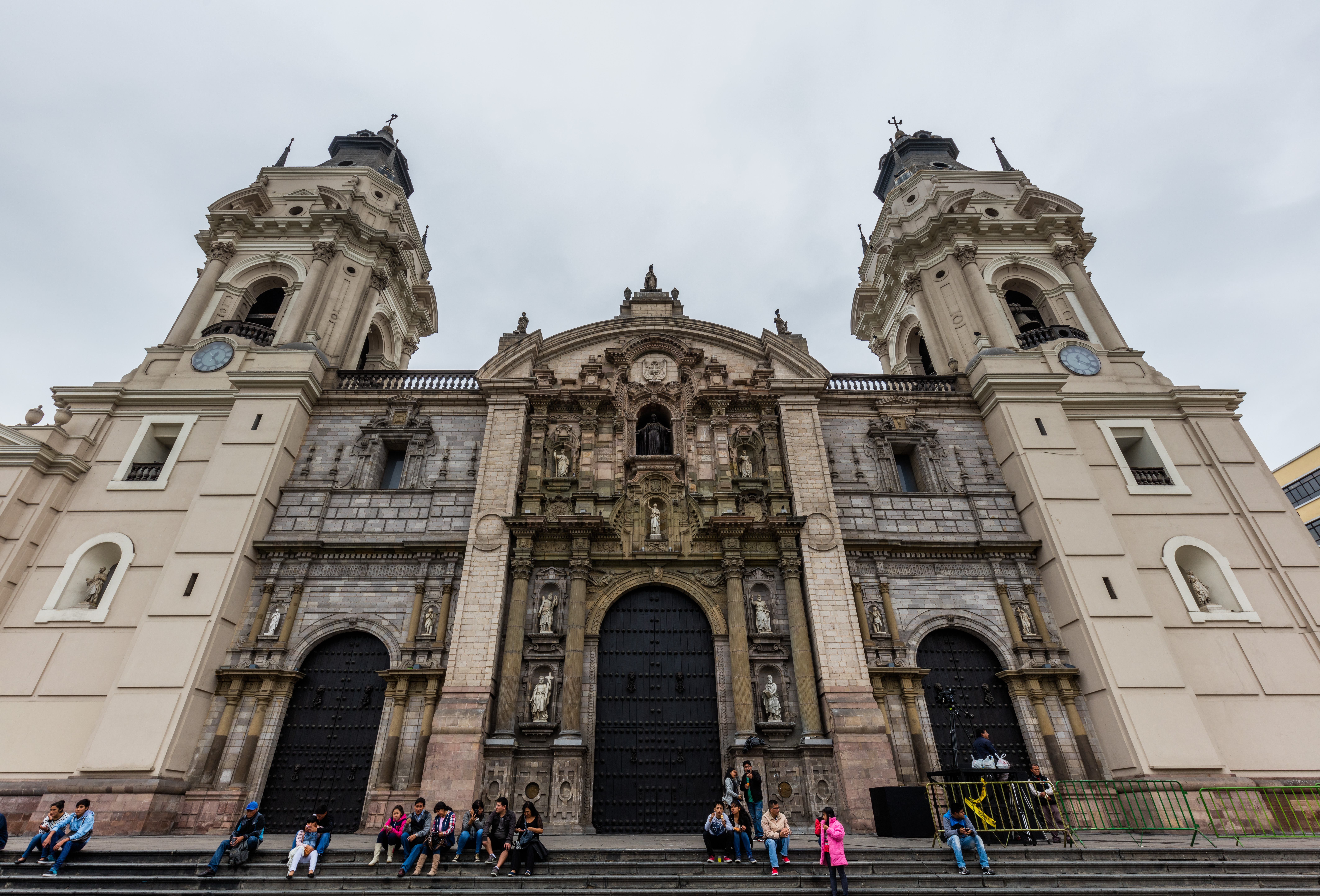
La façade.

La cathédrale est érigée sur le lieu du culte de la divinité inca Puma Inti et du palais du prince Sinchi Puma, descendant de l'Inca Sinchi Roca. Lorsque Pizzaro fonde Lima, il contraint Sinchi Puma à renoncer à ses possessions pour y construire une église dédiée à la Notre-Dame de l'Assomption. Pizarro pose la première pierre en 1535, la construction est achevée en 1538 et l'église inaugurée le 11 mars 1540.
Lors de l'établissement de la vice-royauté du Pérou, le pape Paul III érige le diocèse de Lima le 14 mai 1541 et élève l'église au rang de cathédrale. Des travaux d'agrandissement sont alors entrepris à partir de 1542. Après que Lima a été élevée au rang d'archevêché, l'archevêque Jerónimo de Loayza décide, en 1564, de faire construire un bâtiment somptueux qui rivaliserait avec les cathédrales les plus célèbres d'Espagne. Mais le projet, trop ambitieux, n'aboutit pas. Ce n'est qu'en 1585, à la demande de l'archevêque saint Thuribe de Mogrovejo, que l'architecte Francisco Becerra livre les plans sur lesquels la cathédrale actuelle est basée : il s'agit d'un édifice de style renaissance à trois nefs et deux chapelles latérales. Les travaux sont toutefois longs à se mettre en œuvre puis contrariés par les tremblements de terre de 1606 et 1609. Finalement, les nefs de la partie principale de la cathédrale sont consacrées en octobre 1625, tandis que le portail est achevé en 1632 et les tours en 1649.
Plusieurs tremblements de terre ont par la suite partiellement détruit la cathédrale, en particulier en 1687 et en 1746, nécessitant des reconstructions. C'est notamment pourquoi les tours de la façade ne prennent leur forme actuelle qu'en 1797. La cathédrale est encore restaurée en 1822, puis rénovée en 1920 et 1941. Il en résulte un mélange d'éléments baroques, gothiques, néoclassiques et romantiques.
Le Pape Jean-Paul II s'est rendu dans cette cathédrale à deux reprises, en 1985 et 1988. Cela est commémoré par des plaques à l'entrée.

## Description

### Extérieur

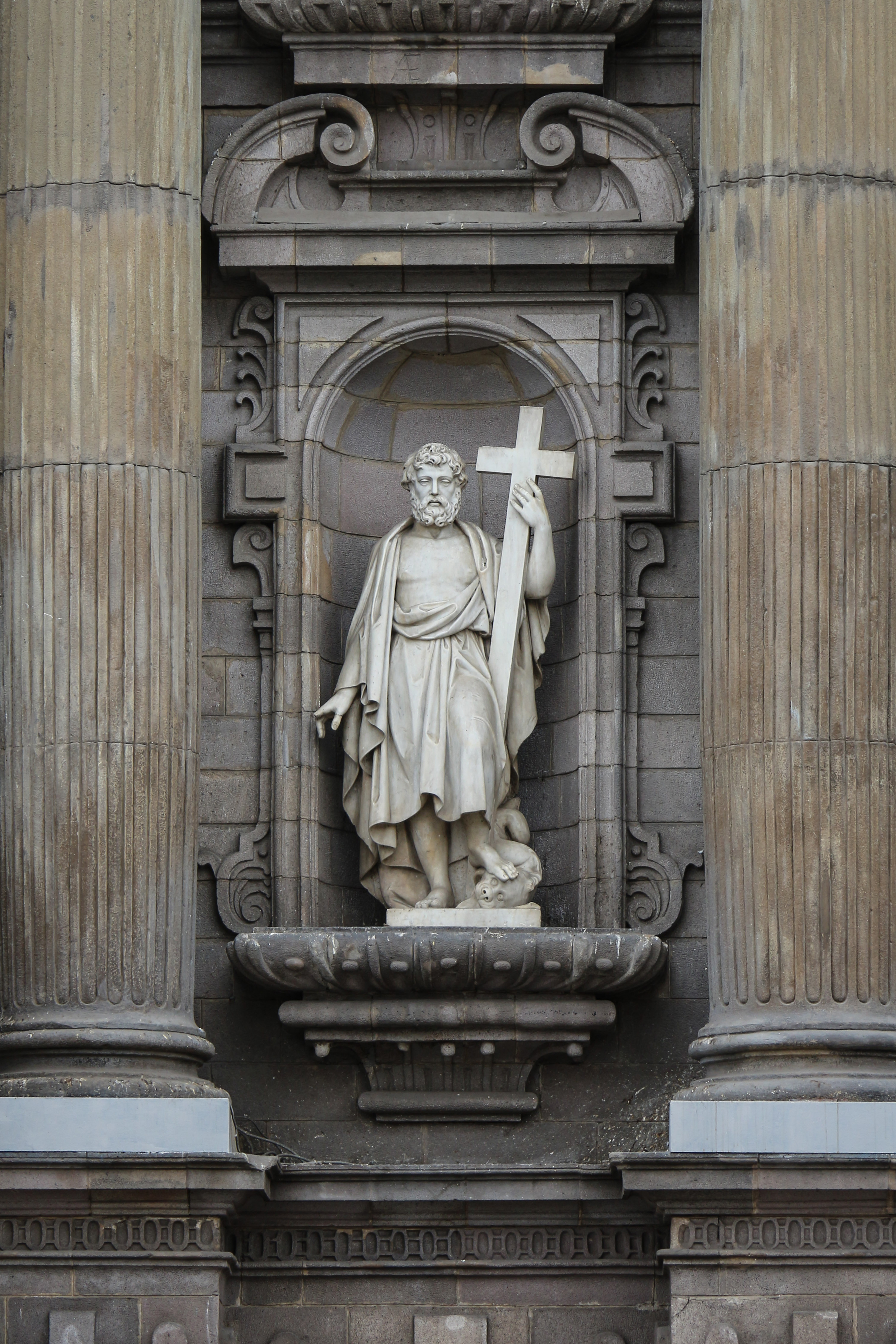
Sculpture de l'apôtre Philippe à gauche de la porte principale de la cathédrale.

Comme la majorité des cathédrales, la façade, de style Renaissance, comporte trois grandes portes. La porte principale ou centrale est appelée la Portada del Perdón ou la «porte du pardon». Les deux hautes tours à pinacles en ardoise qui l'encadrent sont néoclassiques, avec des influences stylistiques de l'école de l'Escurial et de l'Europe du Nord.
Il existe également pas moins de quatorze portes sur les côtés, dont l'une ouvre sur la Calle de Judíos (rue des Juifs) et une autre sur le Patio de los Naranjos (Square des Oranges, relié à la cathédrale). À l'arrière, il y a deux entrées : Santa Apolonia et San Cristóbal.
Sur la façade, on peut voir des statues des Apôtres, et, dans la niche centrale, le Sacré-Cœur de Jésus. Actuellement, sur la partie supérieure, figurent les armoiries du Pérou, à l'endroit où les armoiries de la ville de Lima se trouvaient à l'origine.
Attenant à la cathédrale se trouve le palais archiépiscopal, siège du gouvernement ecclésiastique de Lima.

### Intérieur
La cathédrale présente plusieurs styles, du style gothique tardif au néoclassique en passant par les styles de la Renaissance et baroque. Elle suit un plan rectangulaire, inspiré de la cathédrale de Séville. Le plafond est soutenu par des voûtes gothiques à nervures faites de bois et de stuc pour alléger le poids supporté par les murs et empêcher leur effondrement en cas de tremblement de terre.

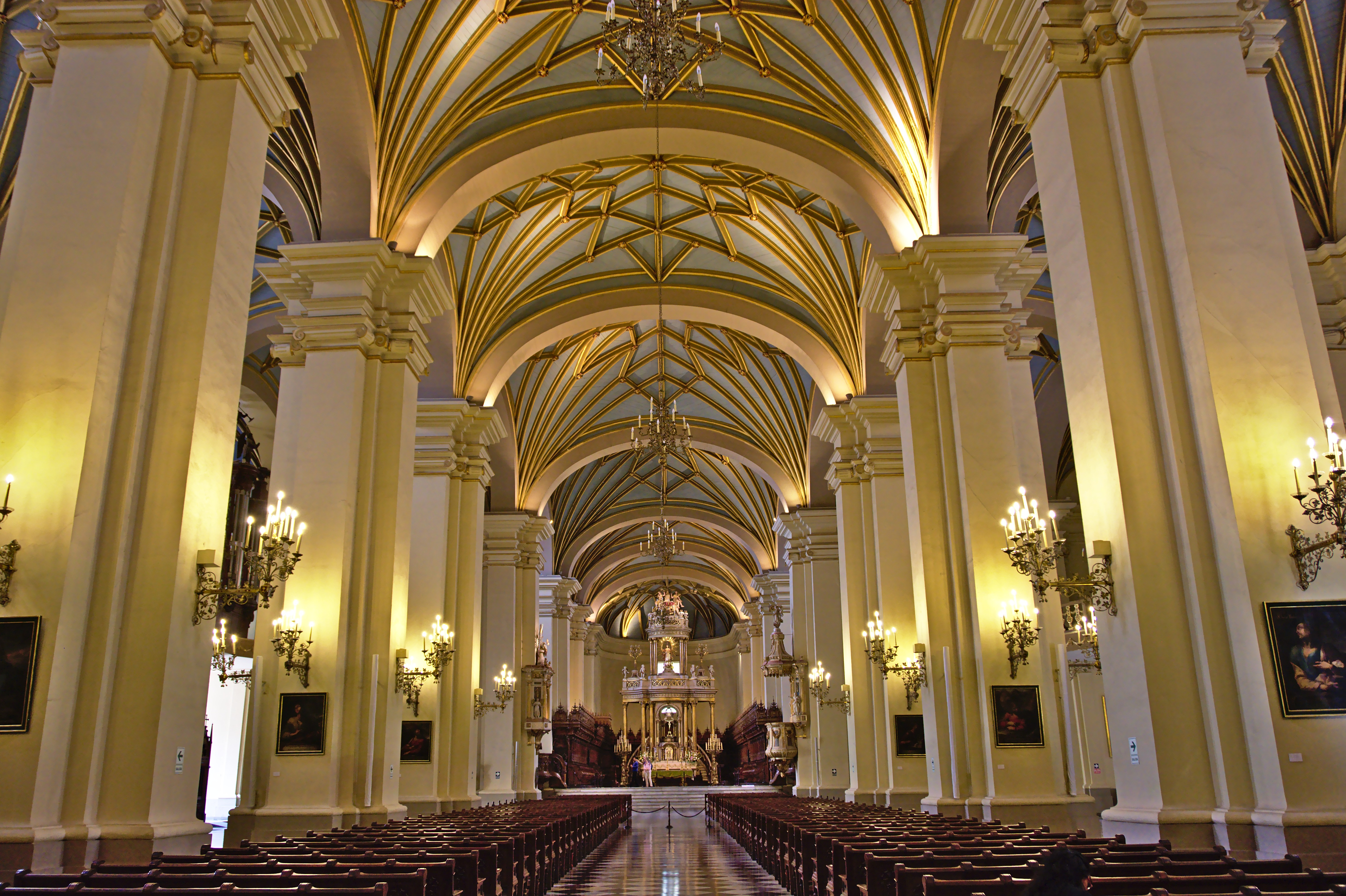
La nef centrale de la cathédrale.

Ses autels étaient à l'origine de style baroque, mais la plupart ont été remplacés par des autels néoclassiques au milieu du XIXe siècle, à l'exception de celui de la chapelle de la Conception. Les stalles du chœur ont une disposition éclectique, bien qu'elles relèvent de la tradition du Moyen Âge.
La cathédrale a trois nefs principales et deux nefs latérales qui donnent sur les chapelles. Le long des nefs latérales, se trouve une suite de grands tableaux de la Via Crucis, le Chemin de  Croix. La nef de droite permet d'accéder à huit chapelles et la nef de gauche à sept chapelles et à un passage vers la salle capitulaire, la sacristie, la salle Schröder et la salle Brazzini.
Dans la nef de gauche, la première chapelle renferme l'ancien baptistère. On peut y voir une belle image de Nuestra Señora de la Esperanza (Notre-Dame de l'Espérance), qui préside aux manifestations de la Semaine Sainte.
La chapelle de la Vierge de la Paix possède un cadre représentant saint Jean l'évangéliste, patron de la cathédrale ainsi que la tombe de François Camacho (1629-1698) frère hospitalier reconnu vénérable par l'Église catholique.
Un peu plus loin, au-dessus de la porte qui mène au Patio de los Naranjos, se trouve l'orgue monumental à tuyaux commandé par le XXe archevêque de Lima, Francisco Xavier de Luna Pizarro, construit en Belgique par le facteur d'orgues Hippolyte Loret (1810-1879), modifié vers 1900 par Inocente Foglia.
Les stalles du chœur, qui flanquent actuellement le maître-autel, ont été conçues par Martín Alonso de Mesa et réalisées par Pedro de Noguera au XVIIe siècle. Sous le maître-autel se trouve la Crypte des Archevêques où reposent les dépouilles de presque tous les prélats de la ville, de Jerónimo de Loayza (le premier) au cardinal Augusto Vargas Alzamora.
Dans la première chapelle de la nef de droite, se trouve la crypte de Francisco Pizarro, entièrement recouverte de mosaïques retraçant la Conquête, où reposent les restes du Conquistador couché dans un imposant sarcophage. Sur l'un des murs, on peut voir les armoiries de Lima. Devant le sarcophage, il y a un petit coffre contenant de la terre de sa ville natale, Trujillo. Ce n'est qu'en 1977 que la dépouille de Pizarro a été découverte à l'occasion de travaux de rénovation de la crypte. Derrière un mur, les ouvriers ont découvert une niche dans laquelle se trouvait une boîte de plomb portant l'inscription « Voici la tête du marquis Don Francisco Pizarro, qui a découvert et gagné les royaumes du Pérou et les a apportés à la couronne royale de Castille ». A côté se trouvait un cercueil doublé de velours, qui contenait un grand nombre d'os. Une équipe de scientifiques a pu déterminer que les restes appartenaient à une femme, deux enfants et un homme mûr, qui s'est avéré être Pizarro.

## Sources
- (en) Cet article est partiellement ou en totalité issu de l’article de Wikipédia en anglais intitulé « Cathedral of Lima » (voir la liste des auteurs).